# Секирник
Секирник (изписване до 1945 година: Сѣкирникъ, на македонска литературна норма: Секирник) е село в община Босилово на Северна Македония.

## География
Селото е разположено в Струмишкото поле, източно от Струмица.

## История
През XIX век селото е чисто турско. В „Етнография на вилаетите Адрианопол, Монастир и Салоника“, издадена в Константинопол в 1878 година и отразяваща статистиката на населението от 1873 година, Секирник (Sékirnik) е посочено като село с 80 домакинства, като жителите му са 183 българи, 56 мюсюлмани и 13 цигани. Според статистиката на Васил Кънчов („Македония. Етнография и статистика“) от 1900 година Сѣкирникъ е населявано от 730 жители, всички турци.
Според Димитър Гаджанов в 1916 година в Секирник живеят 15 турци, а останалите жители на селото са българи.
В 1932 година е построена църквата „Успение Богородично“. Една икона в храма е дело на Васил Зограф.
Според преброяването от 2002 година селото има 1194 жители.
| Националност | Всичко |
| македонци    | 1193   |
| албанци      | 0      |
| турци        | 0      |
| роми         | 0      |
| власи        | 0      |
| сърби        | 0      |
| бошняци      | 0      |
| други        | 1      |

На 8 декември 2007 година, въпреки че в Секирник няма католици и след седемгодишна съпротива от страна на местното население, в селото е осветена католическата униатска църква „Свети Никола“.
От 2010 година през август селото е домакин на ежегодния фестивал на русалиите Среща на русалии – фолклор (Средба на русалии – фолклор).

## Личности
Родени в Секирник
- Боро Сичтуров (1921 – 1944), югославски партизанин, Струмишки партизански отряд[8]
- Велин Динишев, деец на ВМРО[9][10]
- Славчо Трайков (1921 – 1944), югославски партизанин, Струмишки партизански отряд[8]

Починали в Секирник
- Матей Михаилов Гашпаров, български военен деец, поручик, загинал през Втората световна война[11]